# Federazione cestistica della Cecoslovacchia
La Federazione cestistica della Cecoslovacchia (in ceco Československá basketbalová federace) è stato l'organo che ha controllato e organizzato la pallacanestro in Cecoslovacchia. Gestiva il campionato cecoslovacco di pallacanestro e le nazionali maschile e femminile.